# Julian Huxley
Sir Julian Sorell Huxley (Londra, 22 giugno 1887 – Londra, 14 febbraio 1975) è stato un biologo, genetista e scrittore britannico, figlio di Leonard, nipote di Thomas e fratello di Aldous Huxley; è noto per i suoi studi finalizzati alla rifondazione della teoria genetica all'interno della teoria darwiniana della selezione naturale.
Ha conseguito la laurea in Scienze Biologiche nel 1913, all'Università di Oxford, specializzandosi in Zoologia, Botanica e Genetica animale. Ha pubblicato diversi saggi sia di carattere scientifico che sociale: ha introdotto il concetto di evoluzione psicosociale di un sistema (nel breve periodo). Questa postulazione risulta fondamentale per la spiegazione della sopravvivenza dell'uomo almeno quanto quella fondata sull'adattamento del suo patrimonio genetico alle mutazioni ambientali (nel lungo periodo). È stato segretario della Società Zoologica di Londra (1935-1942), il primo Direttore dell'UNESCO, e membro fondatore del WWF. Ha ricevuto numerose onorificenze, tra cui il Premio Kalinga per la divulgazione scientifica (1953, dall'UNESCO), la Medaglia Darwin (1956) e la Medaglia Linneana (1958).

## Biografia
Julian Huxley nasce il 22 giugno 1887 a casa della zia Mary Ward. Il cognome Huxley deriva dal nome della casa posseduta nel Medioevo dagli antenati degli Huxley nel Cheshire, "Hod's Lea".

### Origini

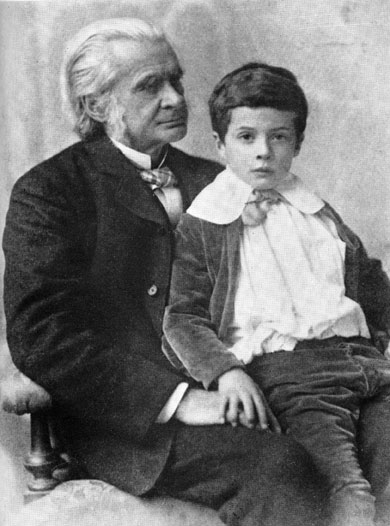
T.H. Huxley con il nipote Julian nel 1893

Thomas Henry Huxley: nonno di Julian, Vittoriano anticlericale (conia la parola "agnostico"), fondamentale sostenitore e pioniere della teoria evoluzionista di Darwin, a bordo della HMS Rattlesnake naviga lungo la costa orientale dell'Australia per scoprire gli aborigeni della Malaysia e molte forme di vita invertebrata. Alla sua morte nel 1895 Julian lo ricorderà per la sua espressione severa ma di indole scherzosa e serena nella vita familiare.
Leonard Huxley: il secondo dei 5 figli di T. H. Huxley, e padre di Julian, lavora come docente alla Charterhouse. Alla sua morte nel 1933, a 72 anni (infarto), Julian lo ricorderà come uomo di mondo e con molta voglia di vivere.
Julia Arnold: madre di Julian, donna vitale e spiritosa; innamorata dell'insegnamento, nel 1901 fonda un istituto femminile a Prior’s Field. Muore di cancro a 46 anni, nel 1908, lasciando in Julian un senso di vuoto e di tristezza; egli la ricorderà, con infinito senso di adorazione, citando le parole prese dalla poesia La donna perfetta di William Wordsworth:
Mary Augusta Ward: zia di Julian, prima figlia di Tom Arnold e di Julia Sorell, figlia del governatore della Tasmania. Scrittrice e intellettuale, scrive il famoso romanzo Robert Elsmere, espressione del suo pensiero religioso, che accettava la Chiesa cattolica ma non i miracoli.

### Primi anni e formazione
Bambino esagitato, dai primi anni dimostra spiccata intelligenza e curiosità, tanto che all'età di 4 anni impara a leggere, scrivere, contare e fare semplici calcoli, e si appassiona a tal punto a piante e animali che il nonno scriverà: «Julian è evidentemente incline alla biologia – come mi piacerebbe accompagnarlo negli studi!»
La sua formazione dei primi anni avviene tra istitutori privati, Mr Parry e successivamente Fraulen Frieda Solkowsky, la madre Julia che gli infonde la passione per la poesia e il senso di stupore e ammirazione per la natura che lo porta a coltivare con cura e interesse la passione per l'osservazione del comportamento e del "linguaggio" degli uccelli:
Egli trascorre un'infanzia spensierata, immerso nella natura, tra Laleham e Stocks, insieme ai fratelli Trev (1890–1914) e Aldous, nato nel 1899, e alla sorellina Margaret, nata anch'ella nel 1899.

### Gli anni a Eton (1900-1905)
Gli anni di studio a Eton sono caratterizzati dalle prime ansie adolescenziali, ma rappresentano per Julian un periodo molto importante e fruttuoso: egli matura infatti un'impeccabile conoscenza linguistica, e il confronto con compagni di alto livello e professori molto preparati lo stimola ad un grande interesse verso la biologia (degno di nota è in questo ambito il professor M. D. "Piggy" Hill, l'insegnante di biologia a cui Julian resterà molto legato e che rappresenterà una fonte di
ispirazione, tanto da portarlo a prendere la decisione di specializzarsi in zoologia), nonché per la letteratura (vince il Poetry Prize, lo Shakespeare Prize), tanto da spostare per un periodo il suo interesse verso le lettere classiche. Comunque, nel 1905 Julian ottiene la borsa di studio in zoologia e inizia a dedicarsi all'osservazione degli uccelli (di questo periodo è un elaborato diario in cui annota tutte le specie di uccelli che osserva, il loro cinguettio, il loro comportamento e molti altri aspetti della "vita intima e privata" dei volatili).

### Studi a Oxford (1906-1909)
Dopo un viaggio in Germania (Heidelberg) per imparare la lingua tedesca, dove conosce l'embriologo sperimentale Hans Driesch, e una vacanza con la famiglia lungo le coste del Mar Mediterraneo, dalle quali rimarrà estasiato, nell'Autunno del 1906 Julian si trasferisce a Oxford per intraprendere gli studi di zoologia. Durante questi anni viene introdotto alla vita intellettuale e sociale di quell'ambiente: egli diventa membro della Brakenbury society, un gruppo che intratteneva settimanalmente dibattiti su ogni sorta di argomento, e dell'Oxford Bach chorus e nel 1908 vince il Newdigate Prize per la poesia.
In questo periodo ha inoltre l'opportunità di conoscere personaggi del calibro di Gilbert Murray e il Professor William Thompson Sedgwick; lavora con molto interesse assieme al professor J. W. Jenkinson (successivamente ucciso nella prima guerra mondiale), in particolare nello studio dei protozoi e dei flagella; soprattutto collabora negli studi con Harold Hartley che per primo gli aprirà gli occhi riguardo ai metodi della ricerca scientifica, in cui l'intuizione nella scelta del problema da investigare assume un ruolo chiave ancora prima dell'osservazione sperimentale.
Nel 1908 arriva la tragica notizia della morte della madre di sua madre, che segnerà la sua vita profondamente, e l'anno successivo gli Huxley decidono di trasferirsi a Londra. Nel giugno 1909 Julian riesce comunque a conseguire la laurea in zoologia col massimo dei voti.

## Carriera giovanile

### Prime ricerche e insegnamento
Dopo il trasferimento per un anno (1909–1910) alla Stazione zoologica Anton Dohrn di Napoli dove intraprende una serie di ricerche su protozoi e flagella insieme all'embriologo Paul Mayer e dove viene a contatto con le meraviglie di Pompei, Amalfi, Paestum, per un breve periodo Julian torna a Oxford dove ottiene il lettorato e si dedica all'osservazione degli uccelli (nel 1914 pubblica un articolo sul corteggiamento tra uccelli, che avviene mutuamente piuttosto che solo dall'esemplare maschile e che si sviluppa secondo dinamiche essenzialmente simili tra ogni specie, con molti atti formali, i cosiddetti ritualismi, termine che Julian conia proprio in questo contesto). Nel 1912 il preside del nuovo istituto Rice di Houston
offre a Julian la cattedra di biologia, così a settembre dello stesso anno egli farà un viaggio in America che sarà fondamentale per la sua carriera e le sue conoscenze successive.
All'Università di Columbia conosce: il biologo T. H. Morgan, che in quel periodo faceva importanti scoperte genetiche mediante ricerche sulla Drosophila; H. J. Muller, successivamente premio Nobel per i suoi studi sulle mutazioni genetiche mediante raggi X, ed E. B. Wilson, importante biologo cellulare (autore dell'opera The Cell).
Ad Harvard diventa amico del matematico Griffith Evans che lo introdurrà al pioniere della cibernetica Norbert Weiner, e nel frattempo conosce il Professor Parker e altri importanti zoologi del tempo.
Nel 1914 Julian risente dello stress dovuto alla rottura con la sua fidanzata – rottura dovuta a problemi relazionali prettamente sessuali - e ad altri problemi familiari, e dopo la prima crisi nervosa decide di trascorrere qualche mese in una casa di cura insieme al fratello Trev. Però all'inizio della Guerra giunge la tragica notizia della morte di quest'ultimo, suicidatosi per questioni amorose, e Julian cadrà in uno stato di depressione che lo accompagnerà lungo gran parte della sua vita.

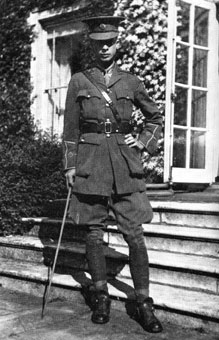
Julian Huxley
Julian durante il servizio all'Intelligence nel 1918

### La Prima Guerra Mondiale e i primi anni post bellici
A settembre del 1914 Julian ritorna a Houston per continuare l'insegnamento. Nella Primavera del 1915 si sposta nella tenuta in Louisiana di Mc Ilhenny (primo coltivatore di tabasco) per eseguire degli studi sul comportamento e la vita emotiva degli aironi insieme al suo miglior studente Finlay Simmons, e, in accordo con le tesi già verificate, si rende conto che gli organi usati nel corteggiamento sono particolarmente sviluppati in entrambi i sessi
di queste due specie e di quasi tutte le altre.
Al termine delle sue ricerche all'Oceanographical Institute di Wood’s Hole insieme a E. B. Wilson, nel 1917 Julian lascia l'insegnamento per arruolarsi nell'Army Service Corps, per poi essere trasferito all'Intelligence. Nel tempo libero si dedica alla poesia
(di questo periodo è il libro di poesie The Captive Shrew, pubblicato negli anni successivi dalla Blackwell a Oxford) e alla lettura di Sant'Agostino di Ippona e Tommaso d'Aquino; inoltre inizia ad elaborare, insieme agli amici Norman Kellogg, l'ambasciatore Lord Bryce e soprattutto Gilbert Murray, un progetto internazionale per il mantenimento della pace, gettando le basi per la futura creazione della Società delle Nazioni, dalla quale nascerà l'Institute for Intellectual Cooperation presieduta appunto da Murray - la futura UNESCO della quale Julian sarà primo presidente.
Durante la sua licenza al Garsington Manor col fratello Aldous, Julian ha l'opportunità di conoscere lo scrittore D. H. Lawrence e Betrand Russell, nonché la sua futura sposa, Juliette Balliol, e nell'ottobre del 1917 viene trasferito a Padova, dove nel molto tempo libero si gode la bellezza dei Colli Euganei e della natura circostante, e ammira il dipartimento di Anatomia nell'Università di Padova dove William Harvey iniziò i suoi studi. Julian afferma al riguardo:

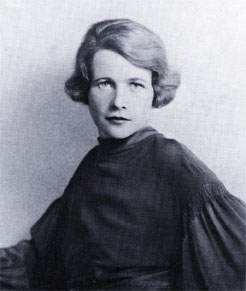
Juliette Huxley nel 1929

Nel marzo del 1918 si sposa con Juliette e inizia l'insegnamento al New College di Londra, dove viene colpito da una seconda crisi nervosa, generando non poche preoccupazioni nella giovane moglie.
Nel 1920 Julian conduce degli esperimenti sugli Axolotls, e facendo sensazionali scoperte che lo renderanno molto celebre negli anni successivi. Nello stesso anno nascerà il suo primo figlio, Anthony Julian: questo evento sarà molto importante nella vita intima di Julian, un superamento dei suoi problemi riguardo all'attrazione sessuale verso le donne, sempre in lotta tra un sentimento di desiderio fisico e un puritano senso di colpa. È proprio a causa di questo conflitto interiore che la relazione con la sua prima fidanzata finisce.

## Gli sviluppi della carriera negli anni '20 e '30

### La spedizione a Spitsbergen
Nel 1921, col supporto di alcune associazioni governative Julian parte con la Oxford University Expedition alla volta di Spitsbergen, assieme al Geologo N. E. Odell, lo scalatore Tom Longstaff (che in quel periodo deteneva il record di altitudine raggiunta sull'Himalaya), il dottor Seton Gordon e altri biologi. La spedizione fu molto fruttuosa e portò alla stampa negli anni successivi delle Spitsbergen papers: i fossili ritrovati furono prova del fatto che una volta il clima della gelida Spitsbergen era invece mite e temperato; furono analizzati i volatili della zona
e si scoprì che in alcune specie, tra le quali quella del falaropo beccolargo e dello scolopacidae, vi era un'inversione di ruoli fra i sessi rispetto agli altri uccelli – la femmina corteggia il maschio, il quale si occupa del controllo delle uova e della crescita dei piccoli. Infine in Danimarca Julian si appassiona alla teoria della deriva dei continenti (è di questo periodo la teoria di Wegener e la sua opera) e Julian trova affascinanti parallelismi tra i suoi studi e tale teoria.

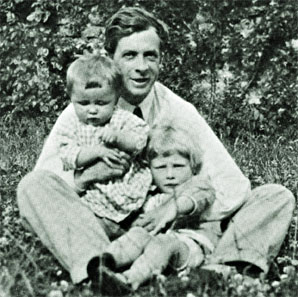
Julian Huxley con i suoi due figli Anthony e Francis

### "Religion Without Revelation"
Tornato a Oxford, nel 1925 ottiene la cattedra di zoologia al King’s College di Londra. Frequenta importanti circoli letterari e conosce di persona Virginia Woolf e William Butler Yeats. Nel 1927 conosce Margaret Sanger, fondatrice della prima clinica di controllo delle nascite, da sempre in lotta contro la Chiesa riguardo ai parti non voluti e al fardello delle famiglie numerose, e inizia ad interessarsi all'argomento. Così nel 1930 è chiamato a partecipare alla Conferenza Mondiale dei Vescovi Anglicani per discutere le questioni del sesso prematrimoniale direttamente collegate al controllo delle nascite e ai metodi anticoncezionali.
Nel 1927, forte di queste nuove esperienze, e incoraggiato dalle letture filosofiche durante la prima guerra mondiale e dalla lettura del romanzo Robert Elsmere della zia Mary Humphry Ward riguardo alla concezione di religione senza evidenze palesi quali i miracoli, stila l'opera Religion Without Revelation, ristampata ben 2 volte e tradotta in numerose lingue.

### "The Science of Life"
Nel 1926 H. G. Wells propone a Julian il grande progetto, insieme al figlio G. P. Wells, della
stesura di un lavoro enciclopedico su tutti gli aspetti della biologia, da quella umana a quella
animale e vegetale, dall'anatomia e la fisiologia della natura alla psicologia, fino alla varietà di
specie di flora e fauna, il loro processo di adattamento e la loro evoluzione nel tempo, nonché
speciali sezioni circa la riproduzione e le malattie, i comportamenti umani e animali, per finire con
una sezione sull'evoluzione culturale dell’uomo, i problemi della vita urbana e le possibilità di
miglioramenti eugenetici. Il lavoro andò avanti ininterrottamente con non
pochi problemi burocratici, anche grazie all'aiuto e la compagnia del fratello Aldous e dell'amico
D. H. Lawrence (che nel frattempo stilava L'amante di Lady Chatterley), fino al termine nel 1930 dei tre grandi volumi.
Nel 1941 dopo una furiosa lite Julian taglia definitivamente i rapporti con H. G. Wells – col quale
era sempre stato in disaccordo, specialmente riguardo alle questioni sull'eugenetica– e non lo rivedrà
più fino alla morte di quest'ultimo nel 1946.

### Viaggio in Africa orientale
Nel 1929 Julian è incaricato ad andare in Africa orientale per riportare il valore della preservazione della natura nel continente, e riportare eventualmente la necessità di creare nuove Riserve Naturali, e per testimoniare l'importanza di un'educazione e di una coscienza biologica nella vita della popolazione africana. Attraverso Kenya, Uganda e la Repubblica Democratica del Congo Julian visita scuole e Università, parlando con insegnanti e dottori, amministratori e missionari riguardo alla sensibilizzazione su tali questioni.
Ciò che più colpisce Julian nella sua esperienza è la purezza di una natura ancora svincolata dalla tecnologia e dalla modernizzazione. Così, terminato il suo lavoro, egli decide di intraprendere un safari di otto settimane insieme a Juliette.
(Julian Huxley)
Infine, passando anche attraverso l'affascinante cultura delle tribù africane, Julian ritornerà a Londra nel 1930, e scriverà il suo Africa View riguardo alle sue impressioni sul viaggio e le sue speranze per il futuro sviluppo; inoltre scrive un report in cui auspica la creazione di nuove riserve Naturali nell'Africa orientale nonché un miglioramento dell'educazione nelle colonie, ottenendo negli anni successivi l'apertura di molti Parchi Nazionali nei 3 territori visitati.

### Primo viaggio in Unione Sovietica e creazione della PEP
Nella primavera del 1931 Julian parte alla volta dell'Unione Sovietica sfruttando il progetto dell'Intourist,
un'organizzazione sovietica, per mettere in contatto scienziati del Regno Unito e dell'URSS.
Al di là del piacere nella visita della Leningrado e della Mosca post rivoluzionarie, Julian
percepisce alcune tensioni: l'episodio del Professor Nikolaj Ivanovič Vavilov, mendeliano tradizionalista arrestato ed
esiliato a causa delle accuse lanciategli dal suo oppositore Trofim Denisovič Lysenko a proposito ad alcune questioni
eugenetiche – episodio che Julian viene a sapere tramite una lettera inviatagli dal collega e amico H. J. Muller, il quale nel 1932 aveva lavorato con Vavilov -, è rappresentativo di tali tensioni. Ad ogni modo Julian ha la possibilità di conoscere G. B. Shaw, Anatolij Vasil'evič Lunačarskij, il marxista Karl Radek e Nikolaj Ivanovič Bucharin, e si raffronta col nuovo sistema socioeconomico sovietico dal quale
rimarrà molto colpito, pur se deluso dal dogmatismo, dall'assenza di libera opinione e dal
meccanismo di propaganda, come afferma nel suo A Scientist Among the Soviets.
Nell'Autunno dello stesso anno Julian con alcune sue conoscenze – Leonard Knight Elmhirst, Israel Sieff,
Kenneth Lindsay, Dennis Routh, Basil Blackett, Henry Bunbury, Jack Pritchard, Ivan Zvegincov – fonda a Londra un'organizzazione non governativa di pianificazione politica ed
economica nazionale per il Regno Unito, la PEP (Political and Economic Planning).

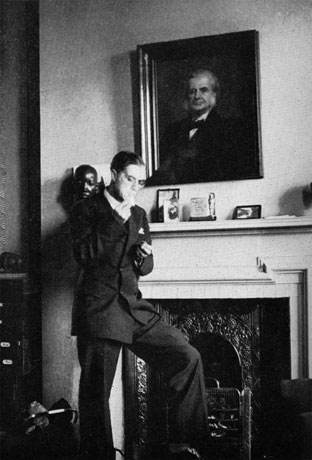
Julian Huxley nel 1935

### La prima metà degli anni '30
Il 1933 è un anno importante e fruttuoso nella vita di Julian: nella Primavera Leonard, il padre,
muore di infarto a 72 anni, provocando un forte rimorso in Julian che in questi anni lo aveva
trascurato.
Nel frattempo, completato il suo nuovo lavoro Relative Growth nel 1932, Julian, in
collaborazione col direttore del museo di Storia Naturale Gavin de Beer (personaggio fonte di
grande ammirazione e ispirazione per le sue idee sull'evoluzionismo e sulla genetica), iniziò ad
assemblare materiale per il suo grande lavoro sull'embriologia sperimentale, al quale lavorerà
ininterrottamente fino al completamento nel 1934 col nome di Principles of Experimental Embriology. Nel 1935, con la collaborazione del professor Alfred Cort Haddon, Carr-Saunders e
Charles Singer, pubblica We Europeans, un trattato in cui si afferma la non esistenza di una
razza pura - partendo dalle tesi hitleriane sul concetto di razza ariana – ma che le differenze
qualitative e le possibilità di un gruppo etnico derivano principalmente dallo sviluppo culturale e
ambientale di una società piuttosto che essere ereditarie o genetiche.
Nel 1933 Julian conosce Gerald Heard tramite il fratello Aldous e trascorre una vacanza con Ronald Lockley intorno a Stoccolma. Questo viaggio nella natura porterà Julian alla creazione di un documentario sul Morus giovane, e al suo ritorno proporrà a ad Alexander Korda di creare un film, pubblicato nel 1934 sotto il nome di The Private Life of the Gannett, girato assieme a Lockley e il famoso cameraman Osmond Borradaile. Il film vincerà l'oscar per il miglior documentario dell'anno.
Intanto Julian inizia il suo lavoro di ricerca sull'anellide Sabella, e dopo numerosi studi poté
ampliare il suo Principles of Experimental Embriology con l'importante scoperta che in ogni
organismo in fase di sviluppo sembra esserci una speciale regione "organizzativa" nell'embrione
giovane che controlla lo sviluppo delle potenzialità delle altre regioni, e che viene ricreata in ogni
cellula figlia nella rigenerazione.
Infine in questo periodo accetta di collaborare col professor D’Arcy Thompson, già editore di
Growth and Form nella stesura di una serie di saggi riguardo alla formazione progressiva delle diverse parti del corpo, umano o animale. L'opera verrà pubblicata nel 1950 sotto il titolo di The Measurement of Growth and Form.

### Verso la Seconda Guerra Mondiale
Nel novembre del 1934 Julian sostituisce il Segretario della Zoological Society Sir Peter Chalmers Mitchell, e inizia ad occuparsi della gestione e delle proposte del Consiglio presieduto
dal Duca di Bedford. Le numerose iniziative che egli propone nella giunta
vengono molto spesso ostacolate da problemi burocratici e soprattutto dalle tensioni prebelliche, ma
comunque Julian riesce in questi anni nella creazione di uno Zoo per bambini e nel miglioramento
delle strutture per gli animali nello Zoo, nonché nell'ampliamento del numero delle specie presenti
in esso, e tramite queste opere otterrà le visite della Regina Mary di Teck e di Winston Churchill.
Di questo periodo è anche la pubblicazione dell'opera Animal Language: un libro illustrato in
collaborazione con la fotografa "Camilla Ylla Koffler" e Ludwig Karl Koch, al quale Julian aveva dato il permesso di
registrare i suoni prodotti dagli animali dello zoo di Londra e Whipsnade.
Inoltre, dopo una lunghissima serie di studi sull'evoluzione - dalla selezione naturale alle basi biochimiche dell'ereditarietà e allo sviluppo di una coscienza con i suoi effetti sullo sviluppo culturale dell'uomo, senza tralasciare naturalmente le variazioni somatiche – nel 1942 pubblica
la sua più importante opera, Evolution, the Modern Synthesis; in questo ambito
Julian conia anche la parola "cline", per denotare una serie di caratteristiche intermedie tra un tipo distinto e un altro.

## La Guerra

### Le proposte della PEP
Dal 1941 Julian inizia a dedicarsi allo sviluppo della funzione della PEP: nello stesso anno infatti
Leonard Elmhirst finanzia un progetto per favorire la creazione di opere di arte visiva e il miglioramento nello studio della storia dell'arte in scuole e Università, sostenendo, contro il concetto tradizionale di arte come copia della natura, il valore creativo dell'arte. Così nel 1942 Julian lascia la Zoological Society e diventa il Presidente del consiglio di amministrazione del Visual Art Group, composto tra gli altri da Henry Moore, Kenneth Clark, il direttore del CEMA (Council for the Encouragement of Music and the Arts) Philip James e Christopher Martin. Mediante una grande campagna Julian riuscì a persuadere il Ministro dell'Educazione: alla creazione dell'Arts Council come corpo autonomo, finanziato dal governo e rappresentato dallo stesso Ministro in Parlamento; all'istituzione nel 1944 del Council of Industrial Design; all'inserimento dell'arte all'interno dell'educazione generale
mediante la creazione di gallerie d’arte visiva, lo studio della storia dell'arte e il miglioramento
delle scuole professionali artistiche, nonché mediante l'allestimento di mostre d'arte dagli altri
paesi, come quella indigena africana.

### I primi anni della Guerra (1939-1943)
Allo scoppio della seconda guerra mondiale Julian cerca di fare subito il possibile per aiutare il suo paese: organizza insieme ai membri della PEP un gruppo per studiare alcuni piani riguardo alle aspirazioni dell'Inghilterra nel caso avesse vinto la guerra ("War Aims group"); il l gruppo includeva alcuni membri della PEP, l'arcivescovo di York William Temple, Max Nicholson, Dennis Routh, Leonard Elmhirst e altri.
Inoltre viene invitato da Howard Thomas della BBC a prendere parte ad un programma radio dove si discuteva qualsiasi materia proposta dal pubblico: iniziato nel 1939 insieme a Cyril Joad al capitano Archibald Bruce Campbell e Donald McCullough, il programma risultò molto utile ed interessante e attirò l'attenzione di molti personaggi importanti come G. B. Shaw, il sociologo ed economista William Beveridge e Jacob Bronowsky.
Nell'autunno del 1941 la Fondazione Rockefeller, venuta a conoscenza del progetto della PEP, invita Julian a tenere delle conferenze negli Stati uniti sui progetti per il dopoguerra, che daranno a quest'ultimo la possibilità di fare propaganda su come la vita sociale e quotidiana in Inghilterra stesse straordinariamente continuando normalmente: nel viaggio in America egli ha la possibilità di conoscere Warren Weaver, Felix Frankfurter e Anita Loos (grande amica di Aldous che nel frattempo abitava in California assieme alla moglie) e di tenere una conferenza alla Leland Stanford University dove viene a conoscenza dei motivi geologici del Terremoto di San Francisco del 1906. Inoltre rimane impressionato dagli enormi sviluppi della Tennessee Valley Authority, la società, finanziata dallo Stato, di pianificazione della regione del Tennessee con progetti come l'energia elettrica o il rimboschimento, sulla quale nel 1943 scriverà il libro T. V. A. Adventure in Planning.
Questo viaggio rappresenterà per la Società Zoologica di Londra una scusa per tagliare fuori Julian, costretto a dare le dimissioni il 21 aprile 1942. Da questo momento egli si occuperà interamente del programma radio sulla BBC e degli incontri con la PEP insieme ad importanti ospiti come Nikolaus Pevsner e il barone Wiliam Holford.

## Tarda Carriera

### La fine della Guerra e i viaggi in Russia e Africa
Nel 1943 il governo incarica Julian di andare in Africa occidentale con la Segreteria di Stato per le Colonie per valutare la condizione di scuole e Università e il livello di educazione impartito e per riportare l'eventuale necessità di costruire nuove strutture nella zona. Nel gennaio del 1944 Julian intraprende il viaggio insieme a Walter Elliott e altri attraverso Ghana e Nigeria e si trova ad osservare forti tensioni sociali tra le tribù indigene e d'altro canto delle forme d'arte molto particolari e affascinanti.
Qui contrae la malaria, aggravata da una forma di epatite, e gli viene un nuovo collasso nervoso, molto più grave dei precedenti, che lo disabilita completamente e lo costringe all'elettroshock e ad un ricovero durato quasi un anno.
Nel 1945, per celebrare il bicentenario dell'Accademia delle Scienze dell'URSS, il Governo Sovietico invita Julian ad una festa a Mosca (tenutasi al Cremlino) con molti importanti scienziati. Durante questo viaggio egli si confronta ancora col sistema dogmatico e oppressivo presente nella Russia stalinista, ed assiste alla conferenza tenuta da Trofim Lysenko riguardo alle sue teorie neolamarckiane derivate da Michurin, secondo le quali l'eredità dei caratteri sarebbe influenzata da fattori ambientali e sociali, opponendosi così alla concezione darwinista di selezione naturale e soprattutto al mendelismo classico, ritenute assurde dalla totalità degli scienziati (compreso il fisiologo e premio Nobel Archibald Vivian Hill, che Julian conoscerà proprio in questo viaggio).
Nel suo Soviet Genetics and World Science pubblicato nel 1949 Julian analizzerà il Michurinismo e lo classificherà come infondato e basato su antiche superstizioni; inoltre accuserà Lysenko di aver avuto una visione politicizzata della scienza, oscurando quindi, sostiene Julian, quella libertà di pensiero che porta allo sviluppo scientifico e tecnologico.
Nell'Estate dello stesso anno entra a far parte del National Parks Commitee, presieduto da Arthur Hobhouse, durante il quale ottiene l'apertura di ben 6 Parchi Nazionali in Inghilterra, tra i quali il Pembrokeshire Coast Park.
Dopo lo scoppio della prima bomba atomica a Hiroshima Julian viene invitato ad un grandissimo incontro al Madison Square Garden a New York per parlare del futuro disastroso che tale arma potrebbe causare se usata ancora: durante questo incontro conosce Helen Keller e il comico Danny Kaye. Il risultato di questo incontro sarà la creazione del Committee of Atomic Scientists, con lo scopo, tra le altre cose, di divulgare i pericoli della bomba atomica e insieme i vantaggi di un uso razionale dell'energia nucleare.

### L'UNESCO e il WWF
Il 16 novembre 1945 le Nazioni Unite fondano la United Nations Educational, Scientific and Cultural Organization (UNESCO) per incoraggiare la collaborazione tra le nazioni nelle aree dell'istruzione, scienza, cultura e comunicazione e nominano, nel 1946 Julian Huxley il primo Direttore Generale di tale Organizzazione, come riconoscimento per il suo impegno sociale nel miglioramento dell'educazione a livello internazionale per i risultati ottenuti con la PEP nello sviluppo culturale. Ma la carriera come Presidente dell'UNESCO dura solo due anni (invece dei 6 canonici), e nel 1948 Julian viene espulso per motivi non ancora del tutto chiari.
Certo è che la sua ideologia politica, tendente a una sinistra moderata, e la sua concezione scientifica e filosofica di Umanesimo si opponevano alle idee conservatrici di molti membri del Governo, e ancora peggio le sue idee sul controllo delle nascite rappresentarono un problema per la Chiesa.
Per il suo impegno nella divulgazione scientifica e il sostegno della teoria darwiniana dell'evoluzionismo, e in particolare della "Sintesi moderna dell'evoluzione" (il Neodarwinismo), nel 1956 egli diventa membro della Royal Society che gli conferisce la Medaglia Darwin e nel 1958 la Linnean Society of London (Società Linneana di Londra) gli conferisce la Medaglia Darwin-Wallace e la Medaglia Linneana.
Il grande interesse per la preservazione della natura e la creazione di parchi nazionali e di riserve naturali che Julian portò avanti a livello internazionale, lo portarono alla creazione, l'11 settembre del 1961, del WWF (World Wildlife Fund), un'organizzazione per la conservazione della natura destinata ad assumere una grandissima importanza a livello mondiale. Alcuni dei co-fondatori dell'organizzazione sono il Principe Bernardo d'Olanda, il principe Filippo d'Edimburgo, Max Nicholson (già membro della PEP), l'ornitologo Guy Mountfort, Victor Stolan colui che per primo "sparse il germe dell'idea", lanciò l'iniziativa della fondazione, e il naturalista e pittore Sir Peter Scott che disegnò il logo originale del panda nero su sfondo bianco.
Alla sua morte all'età di 87 anni, il Direttore dei Parchi nazionali di Tanganika John Owen lo ricorderà come "uno degli uomini più illustri della storia" che giocò un ruolo fondamentale nella conservazione della natura non contaminata in Africa orientale. Huxley viene sepolto presso il Crematorio di Golders Green, a Londra.

## Termini coniati
Nel corso della sua carriera Julian Huxley ha coniato alcuni termini che sono entrati a far parte del vocabolario della lingua inglese. Vengono di seguito proposti con la relativa traduzione in italiano (se disponibile) e/o con una breve spiegazione:
- Clade 1957: tradotto in clado
- Cline 1938: tradotto in Variazione clinale
- Ethnic group 1936: tradotto in gruppo etnico, concetto che si oppone a quello di razza nell'ambito della classificazione delle popolazioni
- Evolutionary grade 1959: tradotto in livello evolutivo, termine in contrasto con quello di clado.
- Mentifact 1955: oggetti che consistono in idee nella mente delle persone.
- Morph 1942: termine più semplice e corretto di polimorph e traducibile quindi come polimorfismo.
- Ritualization 1914: attività formalizzate nel comportamento dei volatili, causate da catene ereditarie di comportamenti.
- Sociofact 1955: oggetti che consistono in interazioni tra membri di un gruppo sociale.
- Transhumanism 1957: tradotto in transumanesimo.

## Opere tradotte in Italiano
- Religione senza rivelazione, 1927
- Ciò che oso pensare. Trad. di Giacomo Prampolini, Milano, Hoepli, 1935.
- Tempo di rivoluzione, Milano, Il saggiatore, Collezione I gabbiani, 1965
- Evoluzione: la sintesi moderna, Roma, Ubaldini, 1966
- La genetica sovietica e la scienza. Il caso Lysenko: un dibattito che continua, Milano, Longanesi, 1977
- Atlante degli animali, Novara, De Agostini, 1987
- La vita segreta delle formiche, Roma, F. Muzzio, 2003. ISBN 88-7413-076-7.

## Tutte le opere
Molte delle seguenti opere dell'autore non sono state tradotte in lingua Italiana. Si riportano qui di seguito tutti i titoli in lingua originale (Inglese).
- The individual in the animal kingdom (1911)
- The courtship habits of the Great Crested Grebe (1914) [Punto di riferimento bibliografico per l'etologia]
- Essays of a Biologist (1923)
- Essays in Popular Science (1926)
- The stream of life (1926)
- Animal biology (in collaborazione con J.B.S. Haldane, 1927)
- Religion without revelation (1927, riedita nel 1957) Tradotta in Italiano con il titolo "Religione senza rivelazione" [vedi anche opere tradotte in Italiano]
- The tissue-culture king (1927) [a contenuto fantascientifico]
- Ants (1929) Tradotta in Italiano con il titolo La vita segreta delle formiche [vedi anche opere tradotte in Italiano]
- The science of life: a summary of contemporary knowledge about life and its possibilities (in collaborazione con H.G. e G.P. Wells, 1929–30). Pubblicato inizialmente in 31 uscite bimensili dalla Amalgamated Press negli anni 1929–31, riedita in 3 volumi con il proseguire delle pubblicazioni. Pubblicata per la prima volta in un unico volume dalla Cassell nel 1931, ristampata poi nel 1934, nel 1937 e nel 1938. L'edizione rivisitata del '38 risulta la più popolare. Tra il '34 e il '37 l'opera fu anche pubblicata dalla stessa casa editrice Cassel in 9 distinti volumi: I The living body. II Patterns of life (1934). III Evolution—fact and theory. IV Reproduction, heredity and the development of sex. V The history and adventure of life. VI The drama of life. VII How animals behave (1937). VIII Man's mind and behaviour. IX Biology and the human race. L'oper fu pubblicata anche a New York dalla Doubleday, Doran & Co (edizioni negli anni 1931, 1934, 1939). Pubblicata nella stessa città anche dalla The Literary Guild nel 1934. Tre dei nove volumi in cui la Cassell aveva diviso l'opera (Evolution, fact and theory; The human mind and the behavior of Man; Reproduction, genetics and the development of sex) furono pubblicati dalla Doubleday nel 1932.
- Bird-watching and bird behaviour (1930)
- An introduction to science (in collaborazione con Edward Andrade, 1931–34)
- What dare I think?: the challenge of modern science to human action and belief. (Chatto & Windus, London; Harper, N.Y., 1931)
- Africa view (1931)
- The captive shrew and other poems (1932)
- Problems of relative growth (1932)
- A scientist among the Soviets (1932)
- If I were Dictator. (Methuen, London; Harper, N.Y. 1934)
- Scientific research and social needs (1934)
- Elements of experimental embryology (in collaborazione con Gavin de Beer, 1934)
- Thomas Huxley's diary of the voyage of HMS Rattlesnake (1935)
- We Europeans (in collaborazione con A.C. Haddon, 1936)
- Animal language (Fotografie di Ylla, include registrazioni di alcuri richiami animali: 1938, ristampato nel 1964)
- The present standing of the theory of sexual selection. Parte dell'opera di Gavin de Beer Evolution: Essays on aspects of evolutionary biology (pp 11–42). Oxford: Clarendon Press (1938)
- The living thoughts of Darwin (1939)
- The new systematics. Oxford. (1940) [questa opera scritta a più mani ed edita da Huxley, è una delle pietre miliari del 'Neodarwinismo', insieme ad altri saggi sulla tassonomia, sull'evoluzione, sulla selezione naturale, sulla Genetica mendeliana e sulla genetica delle popolazioni]
- Democracy marches. (Chatto & Windus, London; Harper N.Y. 1941)
- The uniqueness of man. (Chatto & Windus, London. (1941; ristampaton nel 1943). Negli Stati Uniti con il titolo Man stands alone. Harper, N.Y. 1941)
- On living in a revolution. (Harper, N, Y. 1944) Tradotta in Italiano con il titolo Tempo di rivoluzione [vedi anche opere tradotte in Italiano]
- Evolution: the modern synthesis. Allen & Unwin, London. (1942, ristampato negli anni 1943, 1944, 1945, 1948, 1955; seconda edizione, con una nuova introduzione e una nuova bibliografia a cura dell'autore, 1963; terza edizione, con una nuova introduzione e bibliografia a cura di 9 autori, 1974). Negli Stati Uniti la prima edizione è stata pubblicata dalla Harper nel 1943. [l'opera riassume la ricerca su tutti gli ambiti inerenti all'evoluzione fino alla Seconda Guerra Mondiale]. Nuova edizione della MIT Press nel 2010 con prefazione di Massimo Pigliucci e Gerd B. Müller. L'opera è stata tradotta in Italiano con il titolo Evoluzione: la sintesi moderna [vedi opere tradotte in Italiano]
- Evolutionary ethics (1943)
- TVA: Adventure in planning (1944)
- Evolution and ethics 1893–1943. Pilot, London. Pubblicata negli Stati Uniti con il titolo Touchstone for ethics dalla Harper, N.Y. (1947) [include testi ia di T.H. Huxley che di Julian Huxley]
- Man in the modern world (1947) eBook, Saggio estratto dall'opera The uniqueness of man (1941) e On living in a revolution (1944)
- Soviet genetics and World science: Lysenko and the meaning of heredity. Chatto & Windus, London. In USA come Heredity, East and West. Schuman, N.Y. (1949). Tradotta in Italiano con il titolo 'La genetica sovietica e la scienza. Il caso Lysenko: un dibattito che continua' [vedi anche opere tradotte in Italiano]
- Evolution in action (1953)
- Evolution as a process (in collaborazione con Hardy A.C. e Ford E.B.) edita dalla Allen & Unwin, London. (1954)
- From an antique land: ancient and modern in the Middle East. Parrish, London (1954, rivisitata nel 1966)
- Kingdom of the beasts (in collaborazione con W. Suschitzky, 1956)
- Biological aspects of cancer (1957)
- New bottles for new wine edita in Gran Bretagna dalla Chatto & Windus, London; edita negli Stati Uniti dalla Harper, N.Y. (1957); poi ristampata negli Stati Uniti (N.Y.) come Knowledge, morality, destiny nel 1960.
- The treasure house of wild life 13 Nov, More meat from game than cattle 13 Nov, Cropping the wild protein 20 Nov, Wild life as a World Asset, second page 27 Nov; articoli del 'The Observer' che hanno condotto alla nascita del WWF (1960)
- The humanist frame (come editore, 1961)
- The coming new religion of humanism (1962)
- Essays of a humanist (1964) ristampato negli anni 1966, 1969, 1992: ISBN 0-87975-778-7
- The human crisis (1964)
- Darwin and his world (in collaborazione con Bernard Kettlewell, 1965)
- Aldous Huxley 1894–1963: a memorial volume. (come editore, 1965)
- The future of man: evolutionary aspects. (1966)
- The wonderful world of evolution (1969)
- Memories (2 volumi 1970 e 1973) [ autobiografia dell'autore]
- The Mitchell Beazley Atlas of World Wildlife. Mitchell Beazley, London; pubblicato anche con il titolo The Atlas of World Wildlife. Purnell, Cape Town. (1973) Tradotto in italiano con il titolo Atlante degli animali [vedi opere tradotte in Italiano]